# Racovița (Brăila)
Racoviţa é uma comuna romena localizada no distrito de Brăila, na região de Muntênia. A comuna possui uma área de 45.33 km² e sua população era de 1277 habitantes segundo o censo de 2007.